# Massimo Magnani
Massimo Magnani (Ferrara, 4 ottobre 1951) è un ex maratoneta italiano.

## Biografia
Nato atleticamente nell'AICS di Ferrara è stato allenato dal professor Lenzi. È diplomato all'Istituto Superiore di Educazione Fisica I.S.E.F. di Bologna nel 1973. Ha preso parte a due edizioni olimpiche. Dopo il ritiro è diventato insegnante di educazione fisica e allenatore.

## Palmarès
| Anno | Manifestazione  | Sede     | Evento   | Risultato | Prestazione | Note |
| ---- | --------------- | -------- | -------- | --------- | ----------- | ---- |
| 1976 | Giochi olimpici | Montréal | Maratona | 13º       | 2h16'56"4   |      |
| 1980 | Giochi olimpici | Mosca    | Maratona | 8º        | 2h13'12     |      |

## Campionati nazionali
1974
- 4º ai campionati italiani di maratona - 2h20'26"

1975
- 10º ai campionati italiani assoluti, 5000 m piani - 14'29"8

1976
- Bronzo ai campionati italiani di maratona - 2h13'05"
- Bronzo ai campionati italiani assoluti, 10000 m piani - 29'41"8

1977
- Bronzo ai campionati italiani assoluti, 10000 m piani - 28'43"7

1978
- Oro ai campionati italiani di maratona - 2h16'46"
- Oro ai campionati italiani di maratonina, 30 km - 1h31'50"
- 4º ai campionati italiani assoluti, 10000 m piani - 29'21"0

1979
- 6º ai campionati italiani di maratona - 2h18'22"

1980
- Argento ai campionati italiani di maratonina, 30 km - 1h32'37"

1981
- Oro ai campionati italiani di maratonina, 30 km - 1h35'19"
- Oro ai campionati italiani, 10000 m piani - 30'09"29

1982
- Argento ai campionati italiani di maratona - 2h11'27"
- 9º ai campionati italiani di maratonina, 30 km - 1h36'31"

1984
- 6º ai campionati italiani di maratonina, 30 km - 1h43'10"

## Altre competizioni internazionali
1974
- Oro alla Maratona di San Silvestro ( Roma) - 2h29'32"
- Oro alla Caminada par San Zorz ( Ferrara), 9,5 km - 29'36"
- 11° al Cross Travailliste ( Bruxelles)

1975
- Oro alla Maratona Salerno-Paestum ( Paestum) - 2h29'32"
- 21° alla San Blas Half Marathon ( Coamo) - 1h10'19"

1976
- Argento alla Maratona di Monza ( Monza) - 2h16'42"
- Oro alla Caminada par San Zorz ( Ferrara), 12 km
- Oro al Circuito Podistico di Cona ( Cona) - 34'30"

1977
- Bronzo alla Maratona di Fukuoka ( Fukuoka) - 2h13'04"
- 9° alla Stramilano ( Milano) - 1h07'36"
- 4° al Giro dei Tre Monti ( Imola), 15,4 km - 48'05"
- Oro alla Caminada par San Zorz ( Ferrara), 12 km - 37'01"
- Oro al Circuito Podistico di Cona ( Cona) - 34'50"
- 17° al Challenge Aycaguer ( Lione)

1978
- Oro alla Marathon Isontina ( Gorizia), 25 km - 1h16'17"
- 8° alla Stramilano ( Milano) - 1h07'46"
- Oro alla Caminada par San Zorz ( Ferrara), 12 km
- 6° al Giro podistico internazionale di Castelbuono ( Castelbuono)
- Oro al Circuito Podistico di Cona ( Cona) - 31'54"

1979
- 8° alla Maratona di Bruxelles ( Bruxelles) - 2h19'22"
- 4° alla Marathon Isontina ( Gorizia), 25 km - 1h18'21"
- Oro alla Corrida di San Geminiano ( Modena), 12 km - 37'44"

1980
- Argento al Gran Premio Villa Lucci ( Leonessa), 17 km - 54'16"
- Argento al Giro delle Mura ( Ferrara), 13 km - 40'42"
- 6° alla Corrida di San Geminiano ( Modena), 12 km - 37'24"
- 9° al Trofeo San Rocchino ( Brescia), 12 km - 37'50"
- Argento a La Matesina ( Bojano) - 30'26"

1981
- 16° alla Maratona di New York ( New York - 2h14'28"
- 38° alla Stramilano ( Milano) - 1h15'09"
- 6° al Gran Premio Podistico Città di Ferrara ( Ferrara), 12,6 km - 37'05"

1982
- Argento alla Maratona di Ferrara ( Ferrara) - 2h11'28"

1983
- Argento alla Milano Marathon ( Milano) - 2h15'03"
- Oro alla Mezza maratona di San Giovanni al Natisone ( San Giovanni al Natisone) - 1h04'19"
- 8º alla Maratonina d'inverno ( Monza) - 1h07'47"
- 9° al Gran Premio Villa Lucci ( Leonessa), 17 km - 54'43"
- 4° al Giro dei Gessi ( Cesena), 15,5 km - 48'42"
- 9° alla Corrida di San Geminiano ( Modena), 12 km - 38'03"
- 15° a La Matesina ( Bojano), 10,392 km - 31'22"
- 12° alla Amatrice-Configno ( Amatrice), 8,4 km - 25'16"
- 5° alla Corsa di Santo Stefano ( Bologna), 5 miglia - 24'16"

1984
- Argento alla Maratona di Houston ( Houston) - 2h11'54"
- Bronzo alla Maratona di San Francisco ( San Francisco) - 2h13'44"
- 4° al Gran Premio Villa Lucci ( Leonessa), 17,9 km - 54'22"
- 5° alla Corrida di San Geminiano ( Modena), 13,1 km - 38'55"
- 4° al Trofeo Avis ( Lagonegro) - 39'07"
- Oro alla Caminada par San Zorz ( Ferrara), 13 km - 39'31"
- Bronzo al Giro podistico internazionale di Castelbuono ( Castelbuono) - 34'07"
- 13° alla Corsa di Santo Stefano ( Bologna), 5 miglia - 24'53"

1985
- 11° alla Maratona di Pittsburgh ( Pittsburgh) - 2h21'14"
- Oro alla Valli e Pinete ( Ravenna), 26,5 km - 1h25'48"
- Oro alla Mezza maratona di San Bartolomeo in Bosco ( San Bartolomeo in Bosco) - 1h09'45"
- 4° alla Mercy Hospital ( Denver) - 31'48"

1986
- 36° alla Maratona di New York ( New York - 2h22'59"
- Oro alla Mezza maratona di San Bartolomeo in Bosco ( San Bartolomeo in Bosco) - 1h08'32"
- 10° alla Corrida di San Geminiano ( Modena), 13,1 km - 40'45"

1987
- 5° al Miglianico Tour ( Miglianico), 18 km - 55'24"
- 10° al Grand Prix Città di Ferrara ( Ferrara), 12,5 km - 40'07"
- 7° al Giro podistico internazionale di Castelbuono ( Castelbuono) - 34'56"